# 神戸市立渦が森小学校
神戸市立渦が森小学校（こうべしりつ うずがもりしょうがっこう）は、兵庫県神戸市東灘区渦森台に所在する公立小学校。

## 沿革
- 1970年（昭和45年）
  - 4月1日 - 神戸市立御影北小学校及び神戸市立住吉小学校から分離して開校。
  - 6月18日 - 学校教育目標・校章制定。
- 1971年（昭和46年）4月16日 - 造成工事完了。学校所在地が渦森台1丁目20となる。
- 1978年（昭和53年）4月 - 住居表示が渦森台1丁目12-1となる。
- 1995年（平成7年）1月17日 - 阪神・淡路大震災発生。当校が避難所となる。

## 通学区域
神戸市東灘区。通学区域と進学先中学校は以下の通り。
- 神戸市立住吉中学校
  - 渦森台1 - 4丁目、住吉山手1 - 3丁目・4丁目（12番50号・13番1～12号・17番を除く）・5 - 9丁目、住吉台、本山町（田中）、鴨子ケ原2丁目[2]
- 神戸市立御影中学校
  - 鴨子ケ原2丁目[2]・3丁目（1～31番）

## 校区内の主な施設
- 渦森台児童館
- 神戸大学附属中等教育学校

## 交通
- 神戸市バス（31・38系統）渦森台3丁目より南へ徒歩150m。

## 通学区域が隣接している学校
- 神戸市立御影北小学校
- 神戸市立住吉小学校
- 神戸市立本山第二小学校
- 神戸市立六甲山小学校
- 神戸市立高羽小学校